# Ambrož Milanski
Sveti Ambrož Milanski, oziroma Sveti Ambrož (tudi Sveti Ambrozij) je krščanski svetnik, škof, spoznavalec in cerkveni učitelj * 339, Trier, Nemčija, † 4. april 397, Milan (Italija, Rimsko cesarstvo). Je eden štirih zahodnih cerkvenih učiteljev, med katerimi je tudi njegov učenec Avguštin. 

## Družina

### Otroštvo in mladost
Rodil se je leta 339 v Trieru (v današnji Nemčiji), kjer je bil njegov oče Avrelij Ambrož cesarski namestnik – vodja pretorijanske prefekture – za rimsko provinco Galijo, ki je takrat obsegala velike dele današnje Francije, Španije, Italije in tudi Nemčije. Mati je bila zgledna krščanska žena, ki se je po zgodnji moževi smrti okrog 354 s tremi otroki – od katerih je bil Ambrož najmlajši – vrnila v svoje očetno mesto Rim. 

Anekdota o njegovem otroštvu pripoveduje naslednji dogodek: 

Ambrožu se je še kot dojenčku, spečemu v zibelki na domačem dvorišču,  na glavo usedel roj čebel. Pestunja, ki ga je varovala, je začela kričati in klicati na pomoč. Ambrožev oče - izkušen čebelar - je ukazal, naj pustijo otroka na miru in tako se je roj čez čas dvignil, ne da bi otroka pičila ena sama čebela. Po tem dogodku je oče dal otroku ime Ambrozij. Ambrozija je grški izraz za  mano, ki naj bi bila hrana za bogove in je dajala večno mladost in nesmrtnost. Ambrosios (grško αμβροσιος) pa pomeni nesmrten. 
 
 Oče pa je ob tem dogodku menil, da čebelji roj, ki je v otrokovih ustih pustil obilico medu, pomeni, da bo iz tega otroka še nekaj velikega. Čebele, ki srkajo sladkobo iz cvetlic da so bile simbol sladkobe, ki se bo izlivala iz Ambroževih ust, kadar bo govoril. To mu pozneje priznava tudi učitelj govorništva Avguštin. 

Druga anekdota pa pravi: 

V Rimu je Ambrož kot majhen otrok videl, kako so nekemu prispelemu škofu poljubljali roko. Ko je prišel domov, je tudi on ponudil roko nekaterim otrokom z besedami: »Poljubljajte moje roke, kajti tudi jaz bom sčasoma škof.« Kar je takrat dejal v šali, se je pozneje uresničilo. 
 

### Svetniki
Njegova sestra Marcelina (goduje 17. julija) je bila kakih deset let starejša od Ambroža in je umrla istega leta kot brat Ambrož. Živela je v Rimu v domači hiši kot Bogu posvečena devica in sam papež Liberij ji je izročil tančico devištva na Božič 353. Življenje je skupaj z drugimi devicami prebila v postu, molitvi in nabožnem branju. V strogem postenju je malo popustila le na prošnjo slavnega brata. Ambrožev brat Satir (goduje 17. septembra) se je krstil odrasel šele takrat, ko je bil čudežno rešen brodoloma. Stopil je tudi v cerkveno službo. Ob nepričakovani bratovi izvolitvi za škofa je zapustil svoje visoko službeno mesto v cesarski upravi in odslej skrbel za bratove gmotne zadeve. Tam je nenadoma umrl leta 377. Ambrož mu je v čudovitem pogrebnem nagovoru postavil prekrasen spomenik. Oba časti cerkev kot svetnika. 

Kot že omenjeno, je živela pobožno in svetniško življenje tudi njegova mati.

### Govornik
V Rimu je Ambrož uspešno končal retorske in pravne študije in postal slovit govornik in pravnik ter z 32 leti upravnik pokrajin Ligurije in Emilije. Cesarski pretorijanski prefekt Anicij Prob (Anicius Probus) mu je pred odhodom na novo dolžnost, ko je postal sodniški cesarski namestnik v Milanu, dejal: „Pojdi tja in sprejmi svojo službo ne kot sodnik, ampak kot škof.” S tem je hotel reči, naj Ambrož vlada svoje podložnike ne s strogostjo, ampak z ljubeznijo in krotkostjo. Ko so ga slovesno sprejeli v  Milanu, je z modrim in krotkim vladanjem tako pridobil srca podrejenih, da so ga v vsem z veseljem ubogali in vdano ljubili. 

## Škof

### Izvolitev za škofa
Bil je komaj dve leti v Milanu, ko je umrl tamkajšnji arijanski škof Avksencij, ki ga je bil umestil cesar Konstancij. Ko so se vneli nemiri ob volitvah novega škofa v Milanu med arijanci in katoličani, je Ambrož z oddelkom vojakov kot sodniški namestnik stopil v cerkev, da bi pomiril sprto množico. Ko je končal svoj poziv k mirnim volitvam, je neki otrok je zaklical: »Ambrož naj bo škof!«, kar je poprijela vsa cerkev: „Ambrož je naš škof!” »Tako se je zgodilo,« piše Paulinus v življenjepisu sv. Ambroža, »da so se tisti, ki so bili poprej hudo sprti . . ., ki so se med seboj pobijali, zdaj v čudežni in neverjetni slogi zedinili zanj.« Obe strani sta spoznali, da je izvolitev odličnega, pametnega in nepristranskega namestnika, ki doslej še ni opravljal nobene cerkvene službe, najboljša rešitev. 
Ambrož je ljudstvo najprej prepričeval, da ne more biti škof, ker za to ni sposoben in še ni niti krščen; nato je iz mesta večkrat pobegnil in se skrival, pa so ga ljudje našli in ga zastražili v palači, dokler cesar Valentinijan I. ni potrdil izvolitve. Cesar se je čutil celo počaščenega, da je so njegovi podložniki zaupali upravo večnih dobrin tistemu, ki mu je on zaupal upravo časnih dobrin. 
 
Po kratkih pripravah je bil krščen in osem dni zatem, 7. decembra leta 374, posvečen v škofa. Ambrožu je bilo petintrideset let. Sedaj si je prizadeval, da bi vestno opravljal škofovsko službo. 
Ker ni imel zadostni teološke izobrazbe, je v začetku škofovske službe veliko študiral in se podredil vodstvu izkušenega duhovnika Simplicijana, ki ga je bil tudi krstil in ki je postal pozneje njegov naslednik (397-401). Poglabljal se je predvsem v spise grških cerkvenih očetov, pa tudi v spise Filona, Plotina, Cicerona in drugih resnih poganskih pisateljev. V razlagi svetega pisma se je opiral zlasti na Origena, Bazilija in Atanazija; z njimi si je tudi dopisoval. 

### Asket in zavetnik revežev
Škofovsko službo je začel s tem, da je svoje zlato in srebro razdelil med reveže, nepremičnine pa cerkvam; le sestri redovnici je izgovoril letno podporo. On, ki je dotlej bil navajen na najimenitnejše življenje, je odtlej živel v največjem uboštvu: razen sobot in nedelj se je vsak dan strogo postil; na področju svoje škofije ni hodil nikamor v gosti. 
Ko so mu zdravniki strogi post odsvetovali kot zdravju škodljiv, je smehljajoč se odvrnil: „V preobjedenosti so že mnogi našli smrt, v postu pa še nobeden.” Kot škof je sklenil, da bo vsak dan maševal, vsako nedeljo pridigal ter obiskal vse župnije v obsežni milanski metropoliji, h kateri je spadalo petnajst škofij. Pridigal je tako prepričljivo, da so ga pazljivo poslušali tudi posvetneži. Kadar je priporočal devištvo, je bil tako prepričljiv, da mnoge matere svojih hčera niso pustile k maši, da ne bi ob poslušanju zgubile željo po poroki in napravile obljubo čistosti. Njegovo stanovanje je bilo širom odprto za vse, ki so bili pomoči ali nasveta potrebni.
 
Tako pravi o njem Avguštin:

Nisem bil namreč še ujel prilike, da bi ga bil povprašal, kar bi bil rad in kakor bi bil rad; saj so me izključevala od njegovih ušes in ust cela krdela bednih ljudi, ki jim je pomagal v njih križih in zadregah. A kadar ni imel opravka z njimi - to je bilo vselej le kratko ped časa -, si je krepčal telo s potrebno hrano ali duha z branjem.
Toda kadar je bral, so mu le oči pobirale vrstice, mu je le srce prodiralo v vsebino, glas in jezik pa sta mirovala. Bil sem večkrat navzoč - nikomur namreč ni branil dostopa in tudi obiskov napovedovati pri njem ni bilo navada -, a nikoli ga nisem videl drugače brati kot potihoma. Sicer je imel pa dovolj razloga za tiho branje že v tem, da je moral paziti na svoj glas, ker mu je izredno rad zahripeval. 

### Družabna pravičnost
Kot dober škof se je zavzemal za načelno enakost med vsemi ljudmi ter za socialno pravičnost: bogati naj pomagajo revežem, reveži pa naj varčno uporabljajo svoje premoženje: Bog je dal zemeljske dobrine na razpolago vsem ljudem.
V cesarskem mestu se je vztrajno bojeval proti razvadam in zlorabam. Ni prizanašal bogatašem, „ki se ponašajo s konjskim in pasjim rodovnikom”, na reveže pa pozabljajo; grajal pa je tudi reveže, „ki nimajo tunike in grižljaja za jutri, pa se opijajo po krčmah”. Revežem pa je bil pravi oče.  

Leta 377 so Goti opustošili Trakijo in Ilirijo ter ujetnike prodajali kot sužnje. Ambrozij je opogumljal škofe, duhovnike in vernike, naj kupujejo te nesrečnike. Sam je prednjačil z zgledom, ko je za to porabil vse svoje prihranke, pa tudi razprodal dragocene cerkvene posode ter odgovarjal tistim, ki so se nad tem pohujševali: „To je tisto zlato, ki ima resnično vrednost; to je Kristusovo zlato, ki osvobaja od smrti.”

### Avguštinovospreobrnjenje
Znan je bil kot bleščeč govornik.
Ob njegovih pridigah se je po lastnem pričevanju spreobrnil iz poganstva in manihejstva na katoliško vero tudi Avrelij Avguštin. Okrog 385 je prišel v Milan poslušat Ambroževe pridige. Hotel je preučevati njegov način; to ga je pa pritegnilo tudi k vsebini. Sam pravi: 

Užival sem ob ljubkosti njegovega podajanja, ki je bilo v pogledu dikcije bolj izobraženo, pa manj vedro in božajoče kakor Favstovo. Glede vsebine pa si kake primere med njima niti misliti ni mogoče: saj je blodil eden po blodnjaku manihejskih prevar, drugi pa z blagonosno gorečnostjo učil blaginjo.

Ambroževi govori so počasi le vplivali na Avguština, ki je takrat dvomil o možnosti spoznanja resnice: 

Ni mi bilo sicer niti malo do tega, da bi bil spoznal, kar je govoril, ampak edino do tega, da sem poslušal, kako je govoril; vendar mi je prihajala v srce obenem z besedami, ki sem jih ljubil, tudi vsebina, ki sem jo zanemarjal. Ko sem torej odpiral srce, da bi dojemal, kako zgovorno je govoril, je vstopalo vanj - polagoma, ali vendar - tudi spoznanje, kako prav je govoril.

Škof Ambrož je na Veliko noč 387 krstil Avguština, ki se je s prijateljem Alipijem in sinom Adeodatom temeljito pripravil na ta dogodek. Sam opisuje to veliko doživetje: 

Prejeli smo krst in zbežala je od nas vsa skrb in nemir zavoljo grešne preteklosti. V tistih dneh sem bil nenasiten za čudovito sladkost, ki sem jo okušal, ko sem meril globino tvojih namemov o odrešenju človeškega rodu.  
Pozneje je Avguštin postal škof v Hiponu v Severni Afriki, današnjem Tunisu. 
Ambrož in njegov učenec Avguštin, kakor tudi Hieronim in Gregor Veliki so štirje izvirni in veliki cerkveni učitelji Zahodne Cerkve. 

## Cerkev in država
Kot prijatelj in svetovalec cesarjev Gracijana (375-383), Valentinijana (375-392) in Teodozija (379-395) je Ambrož odločilno vplival na cerkveno politiko in tako postal vodilni lik zahodne Cerkve. Političnemu poenotenju se je uprl v obeh smereh: politični oblasti je prepovedal poseganje na cerkveno-versko področje; vendar je državni oblasti priznaval samostojnost in vlogo v državljanskem življenju. S tem se je oddaljil od bizantinskega gledanja, po katerem je cesar kot Božji namestnik na zemlji zahteval zase izključno oblast na obeh področjih (teokracija). Zahodno gledanje je pa dualistično tudi na političnem področju.
Ambrož je želel Cerkev osvoboditi iz pretesne povezanosti z državo. Tako pravi: »Cesar ni nad Cerkvijo, ampak je v Cerkvi«. »Cesarjeve so palače, cerkve so pa škofove«.

### Škrlat še ne napravi za duhovnika
Cesarja Valentinijana II. je njegov vojskovodja Maksim vrgel s prestola; vendar mu je prišel na pomoč vzhodni cesar Teodozij Veliki, porazil Maksima in mu pomagal nazaj do oblasti. Tri leta je ostal v Italiji. Ko je hotel v Milanu zasesti prostor v prezbiteriju, kot je bil navajen v Carigradu, mu je pokazal Ambrož z roko med laike z besedami: »Škrlat napravi za cesarja, ne pa za duhovnika.« Odtlej Teodozij niti v Carigradu ni ostajal v prezbiteriju, ampak med ljudstvom. Ko ga je patriarh Nektarij prosil, naj zopet zasede prejšnje mesto v koru, je cesar odvrnil: »Žal sem pozno spoznal razloček med škofom in cesarjem: pogosto so me obdajali prilizovalci; šele sedaj sem našel moža, ki mi je povedal resnico. Jaz poznam samo enega, ki je vreden škofovstva, Ambroža«.

### Cesar dela javno pokoro
Leta 390 je drhal umorila cesarskega namestnika v Solunu. Teodozij je hotel pomoriti vse solunske prebivalce. Na Ambroževo prošnjo je obljubil, da bodo kaznovani le krivci; vendar ni držal besede: vojska je segnala sedem tisoč meščanov – tudi otrok, žena in starcev – v stadion, in jih pomorila. Škof je cesarja takoj opozoril, da mora za ta zločin delati javno pokoro. Kljub temu pa je Teodozij hotel priti v cerkev. Ambrož se je postavil oblečen v škofovska oblačila pred vhodna vrata, postavil škofovsko palico prek stopnic in rekel: »Zdi se, da veličino svojega prestopka tudi sedaj, ko se je tvoja jeza polegla, ne uvidiš zaradi svojega visokega položaja. Vendar se ne daj zaslepiti od sijajnega škrlata, ki pokriva ubogo telo. Vsi skupaj imamo enega gospoda Boga in kralja, stvarnika sveta. Ali si upaš svoje roke, ki se jih še držijo krvave srage, dvigniti v tem svetišču k molitvi? Ali hočeš prejeti Gospodovo telo z ustnicami, ki so dale strašno povelje?« Cesar se je hotel opravičiti sklicujoč se na kralja Davida, ki je sicer hudo grešil, vendar mu je Bog odpustil. Ambrož pa mu je dejal: »Če si Davida posnemal v grehu, ga posnemaj tudi v pokori!« Teodozij je obnemel in se podvrgel strogi, osem mesecev trajajoči pokori ter je šele za Božič prejel odvezo od grehov in sveto obhajilo.

## Varuh katoliške vere
Ko je Ambrož napravil red v svoji metropoliji, je romal v Rim, da bi pokazal poglavarju Cerkve Damazu svojo vdanost ter molil na grobovih svetih apostolov. Njegovo odsotnost so hoteli izkoristiti arijanci, ki so se zanašali na svojo pokroviteljico cesarjevo mater Justino, po drugi strani pa na mladega cesarja Valentinijana. Ker se je oni dobro zavedal, da svoj prestol dolguje največ Ambroževi modrosti, se je poskus izgnanstva izjalovil. Takrat so najeli hudodelca, ki naj bi škofa umoril. Morilec se je res prikradel v škofovo sobo; ko ga je pa hotel zabosti z bodežem, mu je roka ohromela in on se je ves prestrašen zgrudil k Ambroževim nogam proseč ga odpuščanja. Ko je pa Teodozij premagal upornega vojskovodja Maksima, je novi cesar s svojimi določbami zaščitil katoličane. 

### Pešanjearijanstva
Ko je Ambrož napravil red v svoji metropoliji, je romal v Rim, da bi pokazal poglavarju Cerkve Damazu svojo vdanost ter molil na grobovih svetih apostolov. Njegovo odsotnost so hoteli izkoristiti arijanci, ki so se zanašali na svojo pokroviteljico cesarjevo mater Justino, po drugi strani pa na mladega cesarja Valentinijana. Ker se je on dobro zavedal, da svoj prestol dolguje Ambroževi modrosti, se je poskus izgnanstva izjalovil. Takrat so najeli hudodelca, ki naj bi škofa umoril. Morilec se je res prikradel v škofovo sobo; ko ga je pa hotel zabosti z bodalom, mu je roka ohromela in on se je ves prestrašen zgrudil k Ambroževim nogam proseč ga odpuščanja. 
Justina je sedaj zahtevala od Ambroža, naj arijancem prepusti majhno cerkev v predmestju, tako imenovano baziliko Portiano, vendar Ambrož zahteve ni hotel izpolniti, sklicujoč se na cesarjevo slovesno priznanje nicejske veroizpovedi. Cesarica je nato zahtevala izročitev vseh cerkva arijancem, na kar Ambrož ni odgovoril. Ko je cesarska vojska obkolila milansko baziliko, je navalilo ljudstvo v cerkev, odločeno, da raje izgubi svoje življenje, kot da izgubi svojega škofa. S himnami, ki so nastale v teh dneh, s petjem psalmov in s pridigami je Ambrož spodbujal navdušene vernike. Ambrož pa je skrbel tudi za to, da njegovi ljudje niso sprožili nemirov. Ko so se naposled množičnemu navdušenju pridružili tudi vojaki, je moral dvor popustiti.
Avguštin je te dneve doživljal in so mu ostali v nepozabnem spominu:

Bilo je namreč leto dni ali nekaj malega čez, kar je Justina, mati mladega cesarja Valentinijana, v svoji krivovernosti, v katero so jo bili zapeljali arijanci, zasledovala tvojega človeka Ambrozija. Takrat je bedelo pobožno ljudstvo v cerkvi, pripravljeno umreti skupaj s svojim škofom, tvojim služabnikom. Tu je moja mati, tvoja dekla, pred vsemi drugimi v strahu in trepetu bedela in živela ob molitvah. Pa tudi nas, ki v svoji hladnosti še nismo goreli od žarine tvojega duha, je vznemirjala osuplost in zmeda meščanstva. Tedaj je prišla odredba, naj se pojejo himne in psalmi po vzhodnem običaju, da bi se ljudstvo v utrudljivi žalosti ne naveličalo in opešalo. 
Tedaj si imenovanemu svojemu škofu v sanjah razodel, kje ležijo telesni ostanki mučencev Gervazija in Protazija. Hranil si jih veliko let nedotaknjene v svoji skrivni zakladnici, da bi jih o pravem času dvignil in ukrotil z njimi pobesnelost ženske, pa četudi je bila cesarica. Izkopali so jih in spravili na dan ter jih z vsemi dostojnimi častmi prenesli v Ambrozijevo baziliko. Ob prenosu je bilo ozdravljenih več obsedenih, neki slepec pa je spregledal. Glas o čudežu se je razvedel, in čeprav se duša naše sovražnice ni obrnila k čisti veri, se je vendar njena besnost toliko unesla, da nas ni več preganjala.

### Zaton poganstva
Cesar Teodozij je podpiral nicejsko veroizpoved, ki je priznavala Sveto Trojico, kot edino priznano obliko krščanstva po celem cesarstvu. 27. februarja  380 je razglasil katoliško Cerkev .za edino zakonito vero in s tem prenehal dotedanjo podporo rimskih vladarjev poganstvu. 
Pod Ambroževim vplivom je cesar Gracijan 382 odrekel državno podporo poganskemu bogoslužju in odstranil iz senata še zadnji poganski simbol – kip Svobode (Victoria). Po večini še vedno poganski senat kljub trikratnemu poskusu ni uspel kipa vrniti: to je preprečilo Ambroževo trikratno posredovanje pri cesarju. 

### Pesnik in pisatelj
Ambrož ni igral pomembne vloge le v cerkvenopolitičnem pogledu, amak tudi kot teolog in oblikovalec zahodne pobožnosti. Zapustil je bogato zbirko bogoslovnih spisov, pridig in pisem. V bogoslužje je vpeljal ljudsko petje, sam je napisal več himn in pesmi, preprostih po obliki in jeziku in jih uglasbil. Zato ga po pravici imenujejo »oče latinske cerkvene himnodije«; o tem pripominja Avguštin:

Koliko sem prejokal ob tvojih himnah in spevih, v globokem ganotju, ko sem poslušal sladko doneče glasove tvoje Cerkve! Ti glasovi so se mi zlivali v ušesa in točila se mi je resnica v srce in vse više je plamenelo v meni čustvo pobožnosti in tekle so solze in bilo mi je dobro z njimi.

Večina njegovih pridig in spisov je posvečena razlagi svetega pisma; poučne zglede, njihovo razlago in uporabnost v vsakdanjem  življenju je jemal zlasti iz stare zaveze, kar je napravilo na Avguština nepozaben vtis: 

Najprej sem začel uvidevati, da je njegove nauke tudi mogoče zagovarjati. Dotlej sem bil namreč prepričan, da ni mogoče manihejskim nasprotnikom nikjer ugovarjati v obrambo katoliške vere; sedaj sem pa počasi spoznaval, da utegne človek njeno resničnost vendarle priznavati, zlasti odkar sem ga slišal, kako je pogosto razvozlaval posamezna mesta iz Svetega pisma stare zaveze, ki so mi bila uganka. Ko mi je tako postala večina mest v teh knjigah po njegovi duhovni razlagi umljiva, sem že toliko napredoval, da sem začel grajati svojo dotedanjo malodušnost.
 
Tudi v dogmatičnih in etičnih spisih rabi sveto pismo Ambrožu za izhodišče in dokazovanje, kar je počasi prepričalo o resničnosti svetih knjig tudi dvomljivca Avguština: 

Veselilo me je nadalje, da sem se učil stare knjige .postave in prerokov prebirati z drugim očesom kakor poprej, ko so se mi dozdevale nesmiselne. Z veseljem sem tudi poslušal, kako je Ambrozij večkrat v svojih pridigah pred ljudstvom poudarjal in z vso vnemo tako rekoč kot ravnilo priporočal: črka ubija, duh pa oživlja. Če je namreč kako mesto po črki učilo na videz napak, je znal skrivnostni zastor odstraniti in odgrniti duhovno vsebino, ob tem pa ni ničesar povedal, kar bi me bilo utegnilo odbijati.
 
Pospeševal je vsakdanjo molitev in češčenje svetnikov, ter priporočal deviški stan; za vzornico in priprošnjico tega stanu je priporočal Marijo .

## Dela

### Eksegetika
- Hexameron (Šest dni stvarjenja)
- De Paradiso (Raj)
- De Cain et Abel (Kajn in Abel)
- De Noe (Noe)
- De Abraham (Abraham)
- De Isaac et Anima (Izak in duša)
- De bono mortis (Dobrina smrti)
- De fuga saeculi (Beg pred svetom)
- De Iacob et vita beata (Jakob in blaženo življenje)
- De Joseph (Jožef)
- De Patriarchis (Patrijarhi)
- De Helia e ieiunio (Heli in post)
- De Nabuthae Historia (Zgodba o Nabotu)
- De Tobia (Tobija)
- De interpellatione Iob et David (Razlaga Joba in Davida)
- Apologia David (Davidova obramba)
- Apologia David altera (Druga Davidova obramba)
- Ennarrationes in XII Psalmos Davidicos (Razlage dvanajstih Davidovih psalmov)
- Expositio Psalmi CXVIII (Razlaga 118. psalma)
- Expositio in Lucam (Lukova razlaga)

### Dogmatični spisi
- De Fide ad Gratianum (Gracijanu o veri)
- De Spiritu Sancto (O Svetem Duhu)
- De incarnationis dominicae sacramento (O skrivnosti Gospodovega učlovečenja)
- Explanatio Symboli ad initiandos (Razlaga Veroizpovedi za začetnike)
- Expositio fidei (Razlaga vere)
- De mysteriis (Skrivnosti)
- De sacramentis (Zakramenti)
- De paenitentia (Pokora)
- De sacramento regenerationis vel de philosophia (Zakrament obnove ali modroslovje)

### Etični spisi
- De officiis (Dolžnosti), prvi krščanski etični traktat, narejen po Ciceronovih De officiis
- [De virginibus] (Device)
- De viduis (Vdove)
- De virginitate (Devištvo)
- De institutione virginis (Ustanova devištva)
- Exhortatio virginitatis (Spodbuda k devištvu)

### Ostali spisi
- De obitu Theodosii (Teodozijeva smrt)
- Epistulae (Pisma)
- Himne (Himne)

## Določbe
- Škof Ambrož je uvedel v milanski metropoliji ljudsko petje, kar omenja tudi sveti Avguštin:.

Mediolanska cerkev je bila šele nedavno pričela na ta tolažilno spodbudni način opravljati službo božjo, da so bratje goreče prepevali svete pesmi, združeni v glasovih in v srcih.

- Po njem je imenovan ambrozijanski obred, ki sicer izhaja od svetega Ambroža, vendar vsebuje tudi starejše prvine. V Milanu se je ohranil vse do danes. Od rimskega obreda se nekoliko razlikuje po vrstnem redu molitev in načinu petja. Prenovil ga je Ambrožev naslednik škof sveti Karel Boromejski.
- Za bogoslužje je prvi uporabljal besedo missa (maša). [33]
- Škof Ambrož je prepovedal nošenje hrane na grobove rajnih. O tem pripoveduje Avguštin v svojih Izpovedih; on omenja, kako je njegova mati Monika po afriškem poganskem običaju nosila jedila na grobove rajnih, pa je samo iz spoštovanja do škofa to navado opustila.

Nekoč je prinesla kaše, kruha in vina h grobovom svetnikov, kakor je bila v Afriki vajena. Vratar pa jo je zavrnil. A ko je zvedela, da je škof prepovedal, se je tako pobožno in pokorno uklonila, da sem se sam čudil, koliko laže ji je bilo svojo navado obtoževati kot pa škofovi prepovedi nasprotovati. 
Ko je torej zvedela, da je odlični pridigar in pobožni škof odredil, naj se te gostitve ne opravljajo več - tudi po takih ne, ki so jih opravljali trezno -, da bi se ne dajala pijancem prilika, nažleviti se, pa tudi zato ne, ker so kot nekake sedmine zelo podobne praznovernim poganskim običajem, je svojo navado prav rada opustila in se naučila prinašati namesto košarice, polne pozemeljskih sadežev, na grobove svetih mučencev srce, polno prečiščenih molitev, da je dajala po svojih močeh potrebnim in obhajala tako skupnost z Gospodovim telesom, saj so bili ob posnemanju njegovega trpljenja mučenci žrtvovani in kronani.
Vendar se zdi, Gospod, moj Bog, - in takšno je pred tvojim obličjem glede tega moje srce -, da bi se najbrž ne bila tako zlahkoma vdala in odrekla svoji navadi, če bi bila prepoved od koga drugega, ki ga ni tako ljubila kakor Ambrozija. Tega je ljubila predvsem zaradi moje rešitve, on pa njo zaradi njenega nenavadno pobožnega življenja, v katerem je goreča po duhu opravljala dobra dela in zahajala v cerkev, tako da mi je škof, kadar koli me je videl, ni mogel prehvaliti in mi čestital, da imam takšno mater, ne da bi bil vedel, kakšnega sina ima ona, sina, ki je imel za vse te stvari le dvom in ni niti malo upal, da je mogoče najti pot življenja.

## Smrt in češčenje
Umrl je na Veliko soboto 4. aprila 397 v Milanu. Pokopan je v milanski stolnici. 
Ohranila se nam je njegova podoba v mozaiku, ki je nastala kmalu po njegovi smrti in je danes ohranjena v milanski baziliki, posvečeni sv. Ambrožu, kjer je pokopan pod glavnim oltarjem. V Milanu je njemu v čast zgrajena tudi cerkev svetega Ambroža.

### Zavetništvo
Čebelarji, voskarji, čebele, svečarji, domače živali, študenti, Milano (mesto in nadškofija), šolarji, študentje, Italija, 

### Ocena
- Sveti Ambrož je prvi v vrsti velikih zahodnih cerkvenih učiteljev in ga imenujejo zaradi njegove pastoralne usmeritve in praktičnosti Dušnopastirski doktor (latinsko: Doctor Pastoralis). Imenujejo ga tudi Zavetnik Marijinega češčenja.

- Danes največ zgodovinarjev zastopa rojstno leto 339; nekateri pa navajajo leto 340. [39]
- Za kraj rojstva velja Trier v Nemčiji; redki omenjajo še dve mesti: Arles ali Lyon v Franciji.

- Ambrož uvedel v bogoslužje vzhodni način petja psalmov in himn; nekatere je sam sestavil kot npr:  Aeterne rerum conditor, Deus creator omnium, Veni redemptor gentium, Iam surgit hora tertia itd. Po najnovejšij dognanjih hvalnica Te Deum , ki je znana tudi pod imenom Ambrozijanska himna, ni njegovo delo.[41]